# Bernhard Nadbyl
Bernhard Anton Valentin Heinrich Nadbyl (* 1. März 1846 in Breslau; † 11. November 1921) war Jurist und Mitglied des Deutschen Reichstags.

## Leben
Bernhard Nadbyl besuchte die Volksschule und die Gymnasien zu St. Mathias und St. Maria Magdalena sowie die Universität Breslau, wo er Rechtswissenschaften studierte. 1870 wurde er Referendar, 1876 Gerichts-Assessor und Kreisrichter und 1877 Rechtsanwalt und Notar, zuerst in Hechingen und seit 1881 in Neisse. Weiter war er Stadtverordneter. Mitglied des Kreistages und Ehrenmitglied des Invalidendank. Er nahm am Deutsch-Französischen Krieg 1870/71 teil.
Nadbyl war seit 1867 Mitglied der katholischen Studentenverbindung KDStV Winfridia Breslau. 1875 war er federführend bei der Gründung der KAV Suevia Berlin. Des Weiteren war er Mitglied der KDStV Bavaria Bonn, der AV Guestfalia Tübingen und der KDStV Hercynia Freiburg im Breisgau.
Von 1886 bis 1908 war er Mitglied des Preußischen Abgeordnetenhauses für den Wahlkreis Regierungsbezirk Oppeln 2 (Stadt- und Landkreis Oppeln). und von 1893 bis 1898 des Deutschen Reichstags für den Wahlkreis Regierungsbezirk Breslau 13 (Frankenstein, Münsterberg) und die Deutsche Zentrumspartei.